# Músculs interespinosos
Els músculs interespinosos o músculs interspinosos (musculi interspinales), són petits fascicles musculars situats als espais interspinosos de la columna vertebral, on uneixen les apòfisis espinoses. En el cas dels interespinosos cervicals, en ser les apòfisis espinoses bituberosas (dues tuberositats), estan situats en nombre de dos i en cada espai. Comprenen els músculs interespinosos cervicals, els interespinosos dorsals i els interespinosos lumbars.
- Músculs interespinosos cervicals. A la regió cervical hi ha en sis parells i són més diferents. El primer està situat entre l'axis i la tercera vèrtebra, i l'última entre la setena cervical i la primera toràcica. Són petits feixos estrets que s'adjunten, a dalt i a baix, als vèrtexs de les apòfisis espinoses.
- Músculs interespinosos dorsals. A la regió toràcica; es troben entre la primera i la segona vèrtebra i, de vegades, entre la segona i la tercera, i entre l'onzena i la dotzena.
- Músculs interespinosos lumbars. A la regió lumbar; hi ha quatre parells en els intervals entre les cinc vèrtebres lumbars. Hi ha també un parell, de tant en tant, entre l'últim toràcica i la primera lumbar; i un parell entre la cinquena lumbar i el sacre.